# Горіхове (Покровський район)
Горі́хове (до 2016 року — Петровського) — село Покровської міської громади Покровського району Донецької області, в Україні. Через масовані обстріли з села Горіхове на Донеччині евакуювали усіх жителів.

## Загальні відомості
Відстань до райцентру становить близько 36 км і проходить автошляхом місцевого значення. Землі Горіхового межують із територією села Олексіївка Великоновосілківського району Донецької області та з селом Новопавлівка Межівського району Дніпропетровської області.

## Транспорт
Селом проходить автомобільна дорога місцевого значення С050953 Селидове — Ясенове — Горіхове (28,6 км).

## Населення
За даними перепису 2001 року населення села становило 397 осіб, із них 93,95 % зазначили рідною мову українську, 4,28 % — російську та 1,01 % — молдовську мову.